# Jonah Jackson
(en) Statistiques sur pro-football-reference
Jonah Jackson, né le 5 février 1997 à Media en Pennsylvanie, est un joueur professionnel américain de football américain qui évolue au poste d'offensive guard dans la National Football League (NFL) depuis la saison 2020 et qui joue actuellement pour les Rams de Los Angeles.
Au niveau universitaire, il joue dans la NCAA Division I FBS, pendant quatre saisons (2015-2018) pour les Scarlet Knights de l'université Rutgers et une saison (2019) pour les Buckeyes de l'université d'État de l'Ohio. Au terme de la saison 2019, il est sélectionné dans la première équipe de la Big Ten Conference.
Sélectionné lors du troisième tour du draft 2020 de la NFL par la franchise des Lions de Détroit, il y reste quatre saisons et participe au Pro Bowl 2022 en remplacement de Brandon Scherff.
Devenu agent libre, il rejoint en 2024 les Rams de Los Angeles.